# Воскресенка (Гайський міський округ)
Воскресе́нка (рос. Воскресенка) — село у складі Гайського міського округу Оренбурзької області, Росія.

## Населення
Населення — 10 осіб (2010; 17 у 2002).
Національний склад (станом на 2002 рік):
- росіяни — 76 %